# Raúl Bercovich Rodríguez
Raúl Bercovich Rodríguez (Córdoba, 1922-íd., 1993) fue un político argentino, interventor federal de la provincia de Córdoba entre 1975 y 1976.

## Biografía

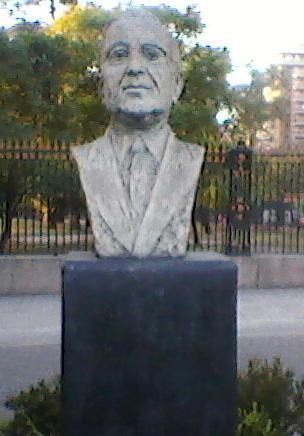
Busto del Dr. Bercovich Rodríguez en la plazoleta del mismo nombre, frente a Plaza España en la ciudad de Córdoba.

Nació en Córdoba el 1 de enero de 1922. En el seno de una familia de clase media de origen judeoruso. Apodado “el ruso”, en marzo de 1962 fue elegido intendente de la ciudad de Córdoba en los comicios que luego serían anulados a nivel nacional con la proscripción del peronismo. 
En los años 1970 fue un exponente del “peronismo ortodoxo” (tradicionalista), conduciendo el “Núcleo Unidad y Lealtad” el cual tuvo acercamientos al gobernador electo en 1973, Ricardo Obregón Cano. Al año siguiente, fue ministro de acción social de su gobierno. Durante su gestión impulsó la aprobación de leyes de amnistía política y reparación histórica para beneficiar a aquellas personas que, por causas políticas o gremiales, fueron separadas forzosamente de sus cargos públicos provinciales o municipales, por el régimen militar de 1955. Impulsó la construcción de obras públicas y la introducción de mejoras en el servicio de transporte urbano.
En septiembre de 1975, el presidente interino Ítalo Luder lo designó interventor federal de la provincia de Córdoba, en reemplazo del brigadier Lacabanne. Fue separado de este cargo a raíz del golpe de Estado de 1976. Durante la dictadura instaurada ese año prestaría refugio en su casa a perseguidos políticos, y sería arrestado en un centro clandestino de detención, donde sufriría torturas. Bercovich pasaría a ser una de las voces más importantes contra la dictadura denunciando el terrorismo de Estado en Córdoba.
En 1983 fue elegido en las internas del justicialismo como candidato a gobernador de Córdoba, junto al dirigente sindical Alejo Simó como vice. En ese año, Bercovich Rodríguez fue elegido para presidir el PJ a nivel provincial, renunciando en agosto de 1985 por las divisiones en su partido.
En noviembre de ese año fue elegido diputado nacional por Córdoba, cargo que ocupó hasta el 31 de agosto de 1989. El 12 de octubre de 1989 fue designado Embajador de Argentina en Grecia.
Falleció en Córdoba el 6 de mayo de 1993 a los 71 años. En su honor fue nombrado el Hospital Municipal Dr. Raúl Bercovich Rodríguez.